# Polynôme d'endomorphisme
 (avril 2011).
Si vous disposez d'ouvrages ou d'articles de référence ou si vous connaissez des sites web de qualité traitant du thème abordé ici, merci de compléter l'article en donnant les références utiles à sa vérifiabilité et en les liant à la section « Notes et références ».
En algèbre linéaire, un polynôme d'endomorphisme (ou de matrice) est une combinaison linéaire de puissances (au sens de la composition de fonctions) d'un endomorphisme linéaire.
Pour un endomorphisme fixé d'un K-espace vectoriel E, cette notion donne à E une structure de module sur l'anneau K[X] des polynômes à coefficients dans le corps K.
L'application la plus intéressante réside dans la recherche des polynômes annulateurs de l'endomorphisme : les relations caractéristiques des projecteurs (p2 = p), des symétries (s2 = Id) constituent les exemples les plus simples de polynômes annulateurs.
De plus, la recherche de polynômes annulateurs permet de déterminer les valeurs propres d'une matrice sans en calculer le polynôme caractéristique, voire de prouver très simplement qu'elle est diagonalisable.

## Intérêt du concept
Si u est un endomorphisme de E, on peut l'appliquer deux fois de suite à un vecteur de E ; on note alors u2 l'application associée. En fait, on peut l'appliquer autant de fois qu'on le souhaite. Ceci permet d'élever un endomorphisme à une puissance entière positive. On peut aussi additionner plusieurs endomorphismes et les multiplier par un scalaire. En conséquence, il est possible d'appliquer un polynôme à un endomorphisme.
Le morphisme d'algèbres naturellement associé à u, des polynômes vers les endomorphismes, permet d'exporter les propriétés de commutativité, des idéaux principaux, d'appliquer l'identité de Bézout ou une interpolation lagrangienne et de démontrer l'essentiel des théorèmes strictement associés aux applications linéaires sans trop de dédales calculatoires.
Cette démarche permet de démontrer l'existence du polynôme minimal de u et de déterminer la structure de ses polynômes annulateurs. Dans le cas où le corps est algébriquement clos, elle mène à l'étude des sous-espaces caractéristiques, qui fournit une réduction simple de l'endomorphisme, dite réduction de Jordan. Elle permet alors de comprendre pourquoi le polynôme caractéristique est un multiple du polynôme minimal, et fournit donc une démonstration du théorème de Cayley-Hamilton. Elle est enfin la base d'une famille d'algorithmes souvent largement plus rapides qu'une approche par les déterminants.

## Définition et premières propriétés
Soit E un K-espace vectoriel. Nous utilisons la notation usuelle L(E) pour désigner l'ensemble de ses endomorphismes. Soit u un endomorphisme de E et
un polynôme. 
On définit le polynôme d'endomorphisme P(u) ∈ L(E) par
(en notant u0 = IdE).
L'anneau des polynômes est aussi un K-espace vectoriel et ces deux structures sont compatibles, ce qui fait de K[X] une K-algèbre. Il en est de même pour les endomorphismes munis de la composition comme multiplication.
- L'application P ↦ P(u) est un morphisme de K-algèbres de K[X] dans L(E).
- L'image de ce morphisme, notée K[u], est une sous-algèbre abélienne de L(E).
- Si x est un vecteur propre de u pour une valeur propre λ, alors il est aussi vecteur propre de P(u) avec comme valeur propre P(λ).

En particulier, lorsque P(u) = 0, toute valeur propre de u est racine de P. (La réciproque est trivialement fausse puisqu'on peut grossir l'ensemble des racines d'un polynôme annulateur en le multipliant par un polynôme quelconque.)

## Idéaux annulateurs
Dans le reste de l'article, on suppose que E est de dimension finie n.
Comme pour tout morphisme d'anneaux, le noyau du morphisme P ↦ P(u) est un idéal de l'anneau de départ, ce qui donne un sens à la dénomination suivante :

On appelle « idéal annulateur » de u  l'ensemble des polynômes qui annulent u et « polynômes annulateurs » de u les éléments de cet idéal.
Comme K[X] est un anneau euclidien, donc un anneau principal, cet idéal mentionné ci-dessus est principal. De plus, ce noyau n'est pas réduit à 0, puisque K[X] (de dimension infinie) ne peut s'injecter dans L(E) (de dimension n2). Ceci donne un sens à la définition :

Le polynôme minimal de u est le polynôme unitaire qui engendre son idéal annulateur.
Pour chaque vecteur de E, on définit de même :

Soit x un vecteur de E, alors l'ensemble des polynômes P tels que P(u) s'annule en x est un idéal principal contenant l'idéal annulateur de u. On l'appelle l'idéal annulateur de x relatif à u. Le polynôme unitaire qui l'engendre est appelé le polynôme minimal de x relatif à u.

## Polynôme minimal
Le polynôme minimal de u cache une décomposition en somme directe de sous-espaces stables par u. Sur ces sous-espaces stables, l'endomorphisme peut s'exprimer plus simplement. Cette réduction d'endomorphisme correspond à la décomposition du polynôme en facteurs premiers entre eux. Elle permet d'établir des théorèmes parmi les plus importants de l'algèbre linéaire pure :
- Elle nous renseigne sur l'existence d'un vecteur dont le polynôme minimal est le polynôme minimal de l'endomorphisme, et elle donne un majorant du degré de ce polynôme,
- Elle intervient dans la décomposition de Dunford, pour l'analyse du polynôme minimal et permet de trouver des réductions puissantes dans le cas où ce polynôme est scindé,
- Elle donne une condition nécessaire et suffisante de diagonalisation,
- Enfin, elle permet de démontrer le théorème de Cayley-Hamilton.

### Décomposition en somme directe de sous-espaces stables
La réduction de l'endomorphisme {\displaystyle u} repose sur la remarque que pour tout polynôme {\displaystyle P}, le noyau de {\displaystyle P(u)} est un sous-espace vectoriel stable par {\displaystyle u}, et sur le résultat suivant :
Lemme des noyaux — Soit {\displaystyle (P_{i})} une famille finie de polynômes premiers entre eux deux à deux. Alors les noyaux {\displaystyle \ker {\Big (}P_{i}(u){\Big )}} sont en somme directe et cette somme est égale à {\displaystyle \ker {\Big (}\prod _{i}P_{i}(u){\Big )}}. De plus, les projecteurs associés s'expriment comme des polynômes en {\displaystyle u}.
Soient {\displaystyle \chi } le polynôme minimal d'un endomorphisme {\displaystyle u}, et {\displaystyle \chi _{i}} une décomposition de {\displaystyle \chi } en facteurs premiers entre eux deux à deux et non constants. D'après le lemme ci-dessus, les {\displaystyle \ker(\chi _{i}(u))} (qui sont des sous-espaces stables) forment une décomposition de E en somme directe. De plus :

1. Les {\displaystyle \ker(\chi _{i}(u))} sont non nuls.
2. Il existe un vecteur {\displaystyle x} de {\displaystyle E} dont le polynôme minimal est égal à {\displaystyle \chi }.
3. Le polynôme minimal est de degré inférieur ou égal à {\displaystyle n}.

### Cas où le polynôme minimal est scindé
Le polynôme minimal χ est dit scindé lorsqu'il s'exprime comme produit de polynômes du premier degré :
Dans ce cas, d'après le paragraphe précédent, les noyaux des endomorphismes (u – λIdE)nλ sont des sous-espaces stables non nuls en somme directe, et leur somme est égale à E. On les appelle les sous-espaces caractéristiques. C'est la première étape dans la réduction d'un endomorphisme possédant un polynôme minimal scindé. Ses deux principales propriétés sont :
- L'espace E est somme directe des sous-espaces caractéristiques.
- L'endomorphisme u est la somme d'un endomorphisme diagonalisable et d'un endomorphisme nilpotent, qui commutent entre eux.

### Diagonalisabilité
Le paragraphe précédent fournit un critère de diagonalisabilité :

Un endomorphisme est diagonalisable si et seulement si son polynôme minimal est scindé sur K et à racines simples.
En effet, si les racines sont simples alors la composante nilpotente est nulle, donc l'endomorphisme est diagonalisable (la réciproque est immédiate).

### Théorème de Cayley-Hamilton
Le polynôme caractéristique d'un endomorphisme u est celui défini par le déterminant de l'application λIdE – u. Ses racines sont les valeurs propres de u. Cette propriété est partagée par le polynôme minimal. Elle amène donc la question : quel est le rapport entre polynôme caractéristique et polynôme minimal ? La réponse est le théorème de Cayley-Hamilton :
Théorème de Cayley-Hamilton — Le polynôme minimal divise le polynôme caractéristique. De plus, le polynôme minimal et le polynôme caractéristique ont les mêmes facteurs irréductibles.
Il existe beaucoup de démonstrations de ce théorème. L'une d'elles fait appel à la réduction de Jordan, après avoir plongé le corps dans une clôture algébrique. Sa représentation matricielle est alors triangulaire avec comme valeurs diagonales les valeurs propres. L'ordre de multiplicité de chacune dans le polynôme caractéristique est la dimension de l'espace caractéristique associé. Cette multiplicité est toujours supérieure à celle dans le polynôme minimal, qui est l'ordre de l'application nilpotente associée.